# 광주용산초등학교
광주용산초등학교는 대한민국 광주광역시 동구에 있는 초등학교이다.

## 학교 연혁
- 1988. 2. 5 용산국민학교 설립인가
- 1988. 3. 1 광주남국민학교에서 분리(18학급 편성)
- 1988. 5. 21 용산국민학교 개교
- 1991. 3. 1 광주용산국민학교로 교명 변경
- 1996. 3. 1 광주용산초등학교로 교명 변경
- 2014. 3. 1 제16대 김난숙 교장 부임
- 2015. 2. 13 제27회 졸업식(졸업생 14명. 총 2355명 졸업)